# Велень (Арджеш)
Велень, Велені (рум. Văleni) — село у повіті Арджеш в Румунії. Входить до складу комуни Селетруку.
Село розташоване на відстані 153 км на північний захід від Бухареста, 51 км на північний захід від Пітешть, 118 км на північний схід від Крайови, 94 км на південний захід від Брашова.

## Населення
За даними перепису населення 2002 року у селі проживали 713 осіб, усі — румуни. Усі жителі села рідною мовою назвали румунську.